# Sinfonia n. 7 (Dvořák)
La Sinfonia n. 7 in Re minore, Op. 70, B. 141 fu composta da Antonín Dvořák, ultimata il 17 marzo 1885 ed eseguita per la prima volta a Londra il 22 aprile dello stesso anno. Questa sinfonia è un lavoro giudicato emozionalmente turbolento e considerata la composizione più romantica che Dvořák scrisse. Per la forma, lo scopo e la tragedia ricorda la Quarta Sinfonia di Brahms.

## Struttura
1. Allegro maestoso
2. Poco adagio
3. Scherzo: Vivace - Poco meno mosso
4. Finale: Allegro

Questa sinfonia dura all'incirca 40 minuti, ed è concepita per un'orchestra di 2 flauti, 2 oboi, 2 clarinetti, 2 fagotti, 4 corni, 2 trombe, 3 tromboni, timpani ed archi